# MAN N8S-NF
MAN N8S-NF — немецкий пассажирский двухсторонний (двери с обеих сторон) сочленённый трамвайный вагон с переменным уровнем пола.
Восьмиосный пятидверный вагон имеет два сочленения и две кабины, в условиях нормальной эксплуатации двери левой стороны по ходу движения выключены и заблокированы.
Изготовлялся фирмой MAN AG в 1976—1977 годах как N6S (двучленный — шестиосевой), модернизированы в 1992—1993 годах.

## Общие сведения
Вагоны двухсторонние, каждая кабина полностью комплектна и имеет отдельное регулированное отопление.
Вход и выход пассажиров осуществляется через пять распашных дверей — четыре двустворчатые и одна одностворчатая (задняя по ходу движения, рядом с неработающей кабиной).
При управлении используется правая сторона дверей, другая блокируется.
Токосъём осуществляется односторонним полупантографом Bs80, установленным над кабиной, второй полупантограф блокируется в опущенном состоянии.
Управление пуском и торможением вагона реализовано с помощью системы электронного управления с функцией контроля и противоскольжения вагона, эта система также управляет песочницами.
Стояночный тормоз на гидравлическом управлении, изготовлен фирмой Ханнинг & Кахль.
Внутреннее освещение салона реализовано на напряжении 24В.
Вагоны в количестве двенадцати штук были изготовлены MAN и DUEWAG для VAG Nürnberg в 1976—1977 годах.
Это были двухсекционные трамваи на трёх тележках, которые применялись для работы на маршрутах без оборотного кольца.
Они использовались на линиях городского трамвая до конца 1980-х годов и имели номера 361—372.
В 1992—1993 годах машины прошли комплексную модернизацию, при проведении работ изменился внешний вид и внутреннее оборудование вагонов.
была сделана современная средняя низкопольная секция с выдвижной аппарелью для удобства людей с ограниченными возможностями.
Вагон опирается на четыре двухосные тележки; две крайние приводные, две центральные — неприводные, поддерживают центральную низкопольную секцию.
Современный привод трамвая реализован на двигателях Siemens мощностью 125 кВ.
Было установлено новое электрическое оборудование, изготовленное фирмами Siemens и Kiepe.
После этого городская администрация приняла решение закупить новый подвижной состав, и власти Нюрнберга стали искать место, куда можно реализовать модернизированный подвижной состав.
В результате было достигнуто соглашение о передаче этих подержанных трамваев из Нюрнберга в польский город Краков.
27 июля 2006 года вагоны начали поступать в Краков, первым стал трамвай номер 364, который поступил в депо Подгужа, и до настоящего времени они эксплуатируются здесь.
При поступлении вагоны были оборудованы новыми системами контроля стоимости проезда.
Вагоны стали незаменимым выходом для тех линий, которые проводятся на ремонте.
В таком случае в конце линии создаётся стрелка и вагон в тупике меняет направление.
Места работы вагоновИзначально 12 вагонов этого типа поступили в Нюрнберг, к тому же как минимум один вагон поступил в город Эссен, где эксплуатировался на узкоколейной трамвайной линии.
| Музейные   | Музейные   | Музейные             | Музейные          |
| Город      | Количество | Годы эксплуатации    | Годы эксплуатации |
| ---------- | ---------- | -------------------- | ----------------- |
| Нюрнберг   | 2          | 1976(77)-2006        | 1976(77)-2006     |
| Переданные |            |                      |                   |
| Город      | Количество | Год первого перевода | Новый город       |
| Нюрнберг   | 6          | 2006                 | Краков            |
| Эссен      | 1          | 2007                 | Краков            |